# 지치이다이역
지치이다이역(일본어: 自治医大駅) 또는 지치 의대역은 일본 도치기현 시모쓰케시에 있는 동일본 여객철도 도호쿠 본선의 역이다. 우쓰노미야 선 구간에 포함되어 있다.

## 타는 곳
| 1 | ■ 우쓰노미야 선    | (상행)             | 고가네이 · 오야마 · 오미야 · 우에노 방면 |
| 1 | ■ 쇼난 신주쿠 라인 | (요코스카 선) 직통 | 오미야 · 신주쿠 · 요코하마 · 오후나 방면 |
| 2 | ■ 우쓰노미야 선    | (하행)             | 우쓰노미야 · 구로이소 방면               |

## 이용 현황
| 승차 인원 추이 | 승차 인원 추이      |
| 연도           | 하루 평균 승차 인원 |
| -------------- | ------------------- |
| 2000           | 3,680               |
| 2001           | 3,729               |
| 2002           | 3,723               |
| 2003           | 3,715               |
| 2004           | 3,750               |
| 2005           | 3,814               |
| 2006           | 3,774               |
| 2007           | 3,883               |
| 2008           | 3,860               |
| 2009           | 3,787               |
| 2010           | 3,774               |

## 역 주변
역 주변은 지치 의과대학을 중심으로 개발된 대학도시이며 도쿄 인근의 신도시로서 주택지도 개발된다.
- 지치 의과대학
- 지치 의과대학 부속병원
- 도널드 맥도널드 하우스
- 맥도널드 지치이다이 점
- TSUTAYA 지치이다이 점
- 털리스 커피 지치이다이역 점
- 국도 제4호선
- 시모쓰케 시청

## 인접정차역
| 동일본 여객철도 도호쿠 본선 | 동일본 여객철도 도호쿠 본선                                                     | 동일본 여객철도 도호쿠 본선 |
| --------------------------- | ------------------------------------------------------------------------------- | --------------------------- |
| 고가네이 우에노 방면        | ■ 통근쾌속 ■ 쾌속 '래빗' ■ 쇼난 신주쿠 라인 쾌속 ■ 보통 ■ 쇼난 신주쿠 라인 보통 | 이시바시 구로이소 방면      |